# Минеево (Тверская область)
Минеево — деревня в Рамешковском районе Тверской области.

## География
Находится в восточной части Тверской области на расстоянии приблизительно 28 км на восток-юго-восток по прямой от районного центра поселка Рамешки.

## История
Упоминалась с 1627—1629 годов, в 1646—1647 годах отмечена как деревня с 6 дворами. В 1678 году в Минеево (вотчина Кириллова монастыря) — 5 крестьянских дворов и 2 бобыльских. В 1709 году здесь 7 дворов. В 1859 году в деревне Миняево было 26 дворов, в 1887 — 38. В советское время работали колхозы «Новая жизнь» и «Путь вперед». В 2001 году в деревне 6 домов местных жителей и 10 домов — собственность наследников и дачников. До 2021 входила в сельское поселение Ильгощи Рамешковского района до их упразднения.

## Население
Численность населения: 182 человека (1859 год), 214 (1887), 17 (1989), 11 (русские 100 %) в 2002 году, 10 в 2010.